# 久富武夫
久富 武夫（ひさとみ たけお 1905年7月12日 - 1987年12月3日）は、元安田信託銀行社長。

## 略歴
東京府生まれ。東京府立一中などを経て、1928年京都帝国大学経済学部卒業後、安田信託銀行入行。1963年3月から社長に。1970年5月から会長。1972年5月から取締役相談役。1967年藍綬褒章。